# Rosario Bourdon

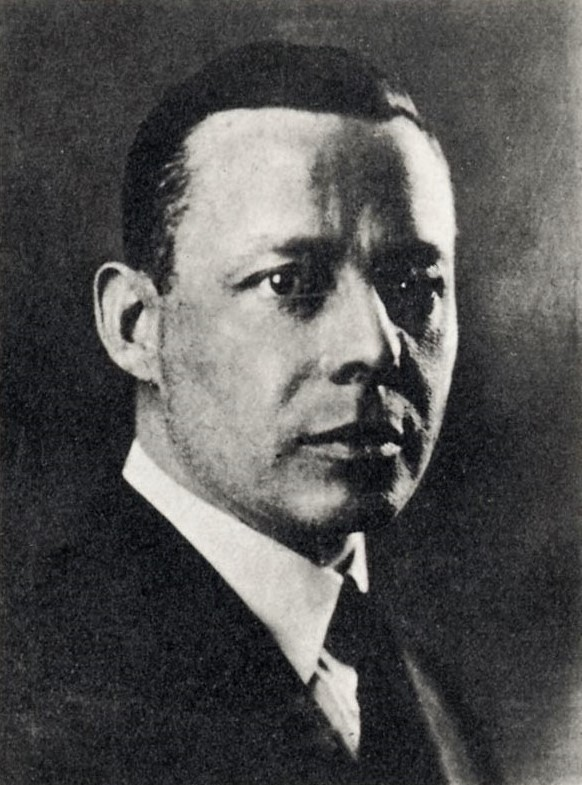
Rosario Bourdon (1923)

Joseph Charles Rosario Bourdon (* 6. März 1885 in Longueuil; † 24. April 1961 in New York City) war ein kanadischer Cellist, Komponist, Arrangeur und Dirigent.

## Leben und Wirken
Bourdon entstammte einer musikalischen Familie. Sein Vater war Amateursänger, und seine Mutter gab ihm ab dem siebenten Lebensjahr Cellounterricht. Er nahm dann Unterricht bei dem Cellisten Jean-Baptiste Dubois, der später sein Stiefvater wurde, und studierte 1897 am Königlichen Konservatorium von Gent bei Joseph Jacob. Bereits nach acht Monaten erhielt er den Ersten Preis mit großer Auszeichnung und unternahm eine Konzertreise durch Europa, bevor er 1899 nach Kanada zurückkehrte.
Ab 1902 lebte er in den USA, wo er als Cellist beim Cincinnati Symphony Orchestra (1902–1904), Philadelphia Orchestra (1904–1908) und in Saint Paul, Minnesota (1908–1911) wirkte. 1905 spielte er seine ersten Aufnahmen für Victor Records ein. Er wurde dort 1909 als Hauscellist eingestellt und stieg 1920 zum Codirektor neben Josef Pasternack auf. Vielseitig begabt arbeitete er für Victor als Arrangeur, begleitete Frances Alda, Enrico Caruso, Mabel Garrison, John McCormack und Alma Gluck auf dem Cello und seinen Cellistenkollegen Victor Herbert auf dem Klavier und dirigierte das Victor Concert Orchestra, das Victor Symphony Orchestra, das Victor Salon Orchestra und gelegentlich die Sousa’s Band.
Daneben war Bourdon seit 1923 musikalischer Direktor beim Rundfunk der NBC, wo er von 1927 bis 1938 für die Sendereihe Cities Service Concerts verantwortlich war. Nachdem er Victor Records 1931 verlassen hatte, arbeitete er unter anderem für Muzak, Brunswick Records und Thesaurus Records. Auch auf dem Gebiet des Films leistete er Pionierarbeit als musikalischer Leiter bei einigen der Filme mit Stan Laurel und Oliver Hardy und Mickey-Mouse-Cartoons von Walt Disney.
Die bekannteste Komposition Bourdons ist sein Poème élégiaque für Cello und Orchester, das 1943 von Roland Leduc und dem Orchester des Konservatoriums von Québec uraufgeführt wurde. Aufnahmen entstanden von den Kompositionen Is There a Santa Claus?, Ginger Snaps und Danse bagatelle. Als Dirigent fand er besondere Anerkennung mit Aufführungen von Camille Saint-Saëns Orgelsinfonie, Francis Poulencs Concert champêtre (mit dem Solisten Léo-Pol Morin), Claude Debussys Prélude à l’après-midi d’un faune und Werken von Beethoven, Tschaikowski und Wagner.